# 义合镇 (东源县)
义合镇，是中华人民共和国广东省河源市东源县下辖的一个乡镇级行政单位。

## 行政区划
义合镇下辖以下地区：
义合社区、超阳村、高楼村、南浩村、曲滩村、上屯村、下屯村、香溪村、义合村和中洞村。

## 交通
- 京九铁路：义合站